# Antonín Machek

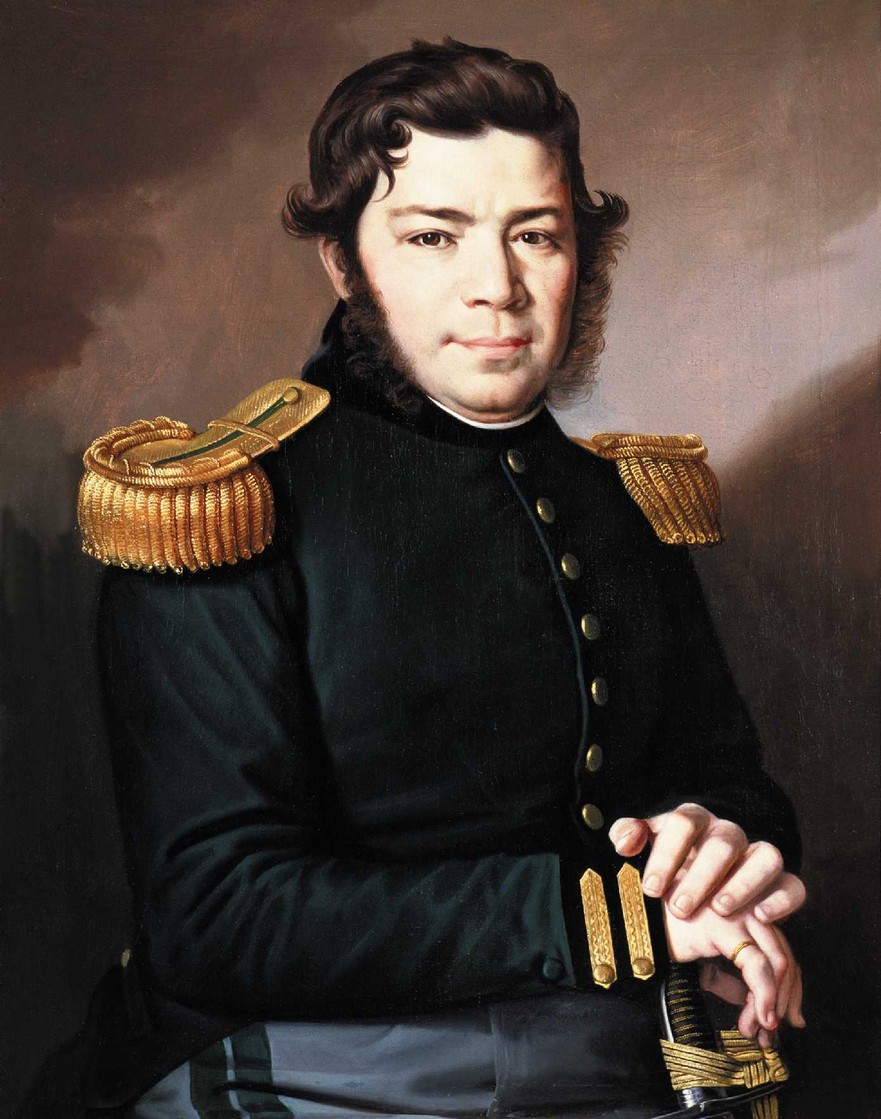
Portrét muže z rodiny Patočků

Antonín Machek (31. října 1775 Podlažice – 18. listopadu 1844 Praha) byl český malíř období klasicismu a biedermeieru, zejména portrétista a malíř historických žánrů.

## Život
Antonín Machek se narodil v rodině chudého domkáře, krejčího a hudebníka Antonína Machka a prosté venkovské ženy Majdaleny, rozené Matouškové. Otec si přivydělával jako muzikant v letní rezidenci královéhradeckého biskupa Jana Leopolda Haye v Chrasti u Chrudimi, ale v roce 1785 zemřel.
Osiřelého syna se ujal kanovník Venuta a upozornil na jeho nadání samotného biskupa – osvícence a národního buditele Jana L. Haye. Ten ho přijal do svých služeb a dal do učení ke svému kabinetnímu malíři miniatur Václavu Zittovi. Pod jeho vedením pracoval Machek dva roky, převážně kopíroval grafické předlohy a namaloval i první olejomalbu. S oběma protektory se Machek dostal do Prahy roku 1790 na korunovaci Leopolda II. a  roku 1792 na korunovaci Františka I. českým králem. V Praze již zůstal a zprvu se učil u Zittova stařičkého učitele, mistra Václava Bluma a po jeho smrti od února 1794 pracoval v dílně malíře fresek a dekoratéra Antonína Tuvory. Po smrti svého mecenáše biskupa Haye zůstal u Tuvory jako tovaryš – malíř pokojů a po večerech docházel kreslit k malíři Ludvíku Kohlovi, který si ho velmi oblíbil. V soutěži nedávno založené Společnosti vlasteneckých přátel umění získal roku 1796 druhou a o rok později první cenu. Nový hradecký biskup Maria T. Trauttmannsdorf mu roku 1798 svěřil výzdobu dvou místností (audienční síně a biliárového pokoje) na zámku v Chrasti, kde jsou v zámecké kapli i obě varianty jeho obrazu sv. Jana Nepomuckého.
Ihned po smrti své matky roku 1798 Machek prodal rodný domek a odešel do Vídně. V listopadu 1799 byl přijat ke studiu na Akademii, kde ho zaujal portrét v podání jeho profesorů H. Maurera, Heinricha Friedricha Fügera a proslulého portrétisty Johana Baptisty Lampiho. Když mu roku 1801 došly úspory, vrátil se do Čech. V Hradci Králové vytvořil několik portrétů, především biskupa Trauttmannsdorfa, a obraz sv. Rozálie. Roku 1802 vyrazil na zkušenou, žil v Linci a ve Steyru, kde se živil malováním portrétů. Od roku 1813 žil převážně v Praze, kde se roku 1814 oženil, s manželkou Terezií měl 5 synů,, z nichž nejstarší padl v bitvě u Marenga a nejmladší zemřel jako dítě. Od roku 1815 bydlel v činžovním domě Platýz, který patřil rodině Daubkových.
Brzy si získal jako portrétista vynikající pověst. Seznámil se s českými vlastenci, které také portrétoval, například členy Puchmajerova básnického kroužku nebo divadelníky ze Stavovského divadla, kde působil i jako scénograf. Díky stykům s pražskou Akademií, profesorem Františkem Tkadlíkem, a zejména ředitelem Josefem Berglerem, k němuž docházel na večerní kursy kreslení, se naučil grafické techniky a litografii. Podle předloh různých malířů včetně Berglera litografoval a vydával od roku 1822 Dějiny české v obrazích, později také desítky portrétů českých osobností – lékařů, herců, spisovatelů i prelátů.

## Dílo
Machek namaloval množství obrazů náboženských i historických a divadelních dekorací, nejcennější jsou však jeho portréty.

### Portréty
Patřil k nejvýznamnějším portrétistům doby biedemeieru. Vytvořil kolem 300 portrétů, některé sám převedl do litografie, jiné litografoval jeho tovaryš a později vedoucí dílny František Šír (Schier). Portréty se řadí do několika tematických okruhů:
- Osobnosti české obrozenecké vědy a kultury: Josef Dobrovský, Václav Hanka s manželkou Barborou, rytíř Antonín Jan Jungmann, Josef Jungmann[8], přírodovědec Jan Svatopluk Presl, Terezie Palacká, manželka Františka Palackého s harfou a s dětmi Marií a Janem, advokát JUDr. P. F. Ivan a jeho manželka, panslavista a filolog Pavel Josef Šafařík (1839), básník Josef Krasoslav Chmelenský a jeho žena Ludovika s dcerou, sochař Josef Malínský[5], vynálezce Josef Božek a jeho žena s dětmi, Jindřich Fügner a jeho rodiče, lékař Jan Theobald Held, lékař Julius Vincenc von Krombholz; dvorní zvonař Karel Bellmann a jeho manželka Anna, malíř Ludvík Kohl a jeho žena Walburga, malíř Vojtěch Novotný a jeho žena Dorota.

- Okruh divadelníků Stavovského divadla: hudební skladatelé Václav Jan Křtitel Tomášek a František Škroup, kapelník Jan Nepomuk Maýr s manželkou, jeho rodiče Antonín Maýr, jeho žena Kateřina a dcera Helena, básník Šebestián Hněvkovský, dramatik Josef Kajetán Tyl, dramatik, herec a ředitel divadla Jan Nepomuk Štěpánek, hudební skladatel a kapelník Stavovského divadla František Škroup s manželkou, kapelník a houslista Fridrich Wilhelm Pixis, herec a pěvec Alois Jelen v kostýmu Maxe z Weberovy opery Čarostřelec, pěvkyně Tekla Baťková-Podleská.

- Podobizny šlechty: Panovnický cyklus[9], baron Jan Nádherný z Borutína, rodina Františka Daubka, Jan Ritter z Rittersbergu, Ludvík Ritter z Rittersbergu[8], hrabě Filip Kolowrat-Krakovský, hrabě Arnošt Filip z Valdštejna a jeho žena Arnoštka Valštejnová, rozená Breunerová, hrabě Jan Václav Špork a jeho žena Rosalie, hrabě Josef Malabaila Canal, Karel hrabě Kuenburg a jeho manželka Marie Anna.

- Portréty církevních představitelů: pražský arcibiskup Alois Josef Kolowrat-Krakovský, královéhradecký biskup Maria Tadeáš Trauttmansdorff, pražský arcibiskup Alois Josef Schrenk, strahovský opat Jeroným Josef Zeidler, převorka premonstrátek Zuzana Mayerová, vyšehradský kanovník Karel Josef Khun, benediktinský převor Štefka z Police nad Metují, opat premonstrátského kláštera v Želivi Ignác Jan Nepomuk Sekoušek, děkan Antonín Marek, biskup Jan Leopold Hay, biskup Karel Hanl, vyšehradský děkan Jáchym Preys, jindřichohradecký probošt a malíř Vojtěch Juhn, pražský rabín Šlomo Jehuda Rappaport a další.

- Portréty vojáků a představitelů Národní gardy: maršálek Andreas Mariássy, František Hilbert.
- Rodinné podobizny měšťanů: rodina pražského továrníka Wehleho[10], rodina Mojžíše Porgese, rodina pražského primátora F. V. Pštrosse, rodiče Bedřicha Smetany, sourozenci Gustav a Emilie Gradlovi, Ondřej a Johanna Neureutherovi, Vincent a Terezie Havlíkovi; manželé Barbora a Kajetán Hintringerovi, František Řivnáč a jeho žena Josefa, manželé Tomáš a Anna Smolíkovi, manželé Kemlinkovi, podobizna sládka J. V. Urbana a jeho ženy Anny, vlastní podobizna Antonína Machka, podobizna Machkova syna Jindřicha, další neidentifikované.[11]

### Historické obrazy
- Oldřich a Božena (Národní galerie)[9]
- Břetislav a Jitka (Národní galerie)
- Žižka před klášterem sedleckým
- Obležení Samoslava od Franků
- Císař Rudolf II.
- 66 podobizen českých panovníků (od mytického Kroka po Ferdinanda V.)
- Smrt Absolonova

### Oltářní obrazy
- Sv. Jan Nepomucký, kaple biskupské rezidence v Hradci Králové (1798)
- Zavraždění sv. Václava, kostel sv. Jana Křtitele, Skála u Chrasti (1798)
- Sv. Florián, kostel sv. Jana Křtitele, Skála u Chrasti (1798)
- Sv. Rosalie, kostel P. Marie, Hradec Králové
- Sv. Maří Magdaléna, farní kostel, Bělice
- Sv. Vavřinec, kostel sv. Vavřince v Polštýně
- sv. Anna

## Pozůstalost
- Velká sbírka obrazů, grafických listů a kreseb je v Národní galerii v Praze.[12] Další kolekce portrétů, fiktivní portréty českých králů, portréty Václava Hanky a Josefa Jungmanna, litografie jsou v Národním muzeu. Několik obrazů vlastní Muzeum hl. m. Prahy, Národní technické muzeum, Arcibiskupství pražské a Metropolitní kapitula svatovítská, královská kolegiátní kapitula na Vyšehradě, po dvou obrazech Regionální muzeum v Teplicích, Městské muzeum v Lomnici nad Popelkou a státní zámek v Mnichově Hradišti, Městské muzeum v Poličce, Městské muzeum v Chrasti u Chrudimi, dále státní zámek Jemniště, Landesmuseum v Linci, Joanneum ve Štýrském Hradci, aj.
- Písemná pozůstalost je uložena v Archivu hl. města Prahy.

## Galerie

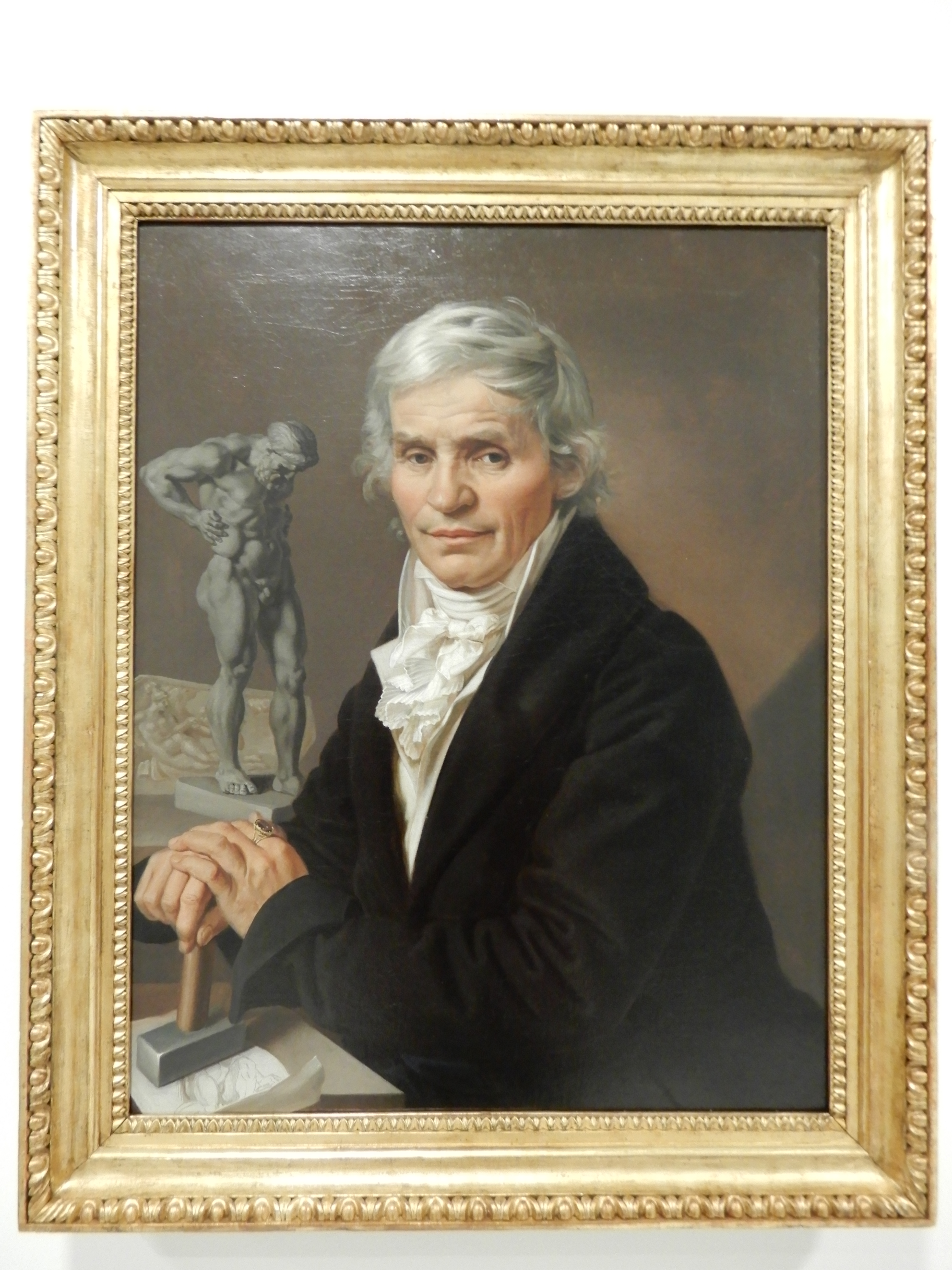
Sochař Josef Malínský (1817)
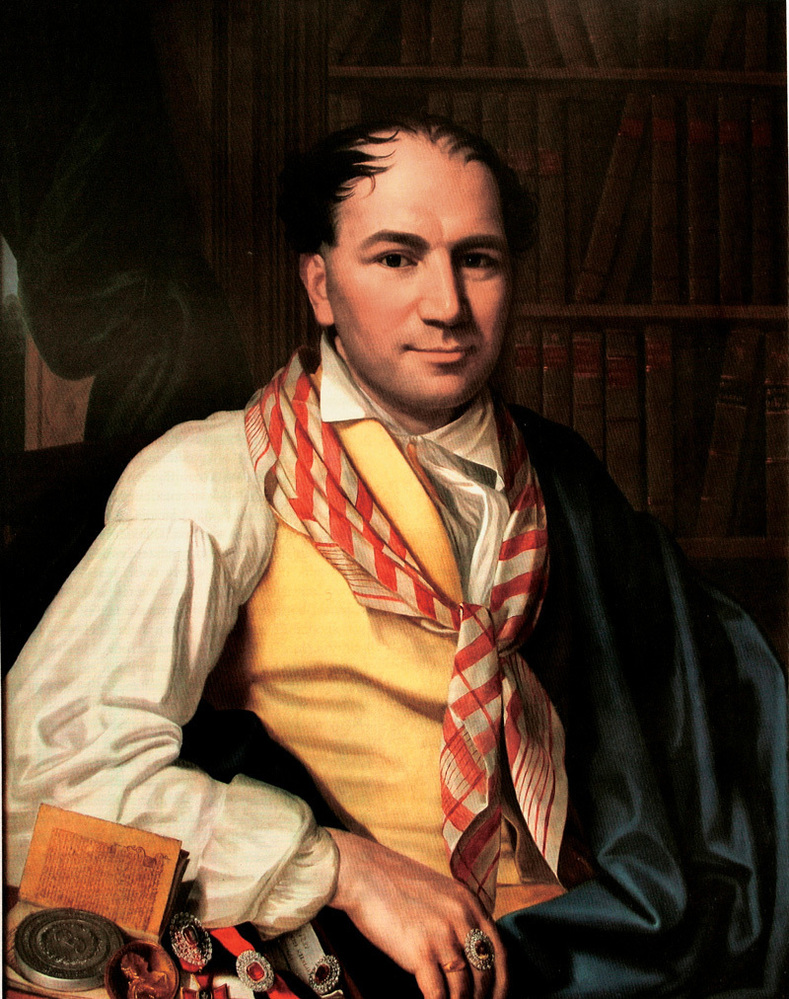
Václav Hanka ve věku 30 let (1821)
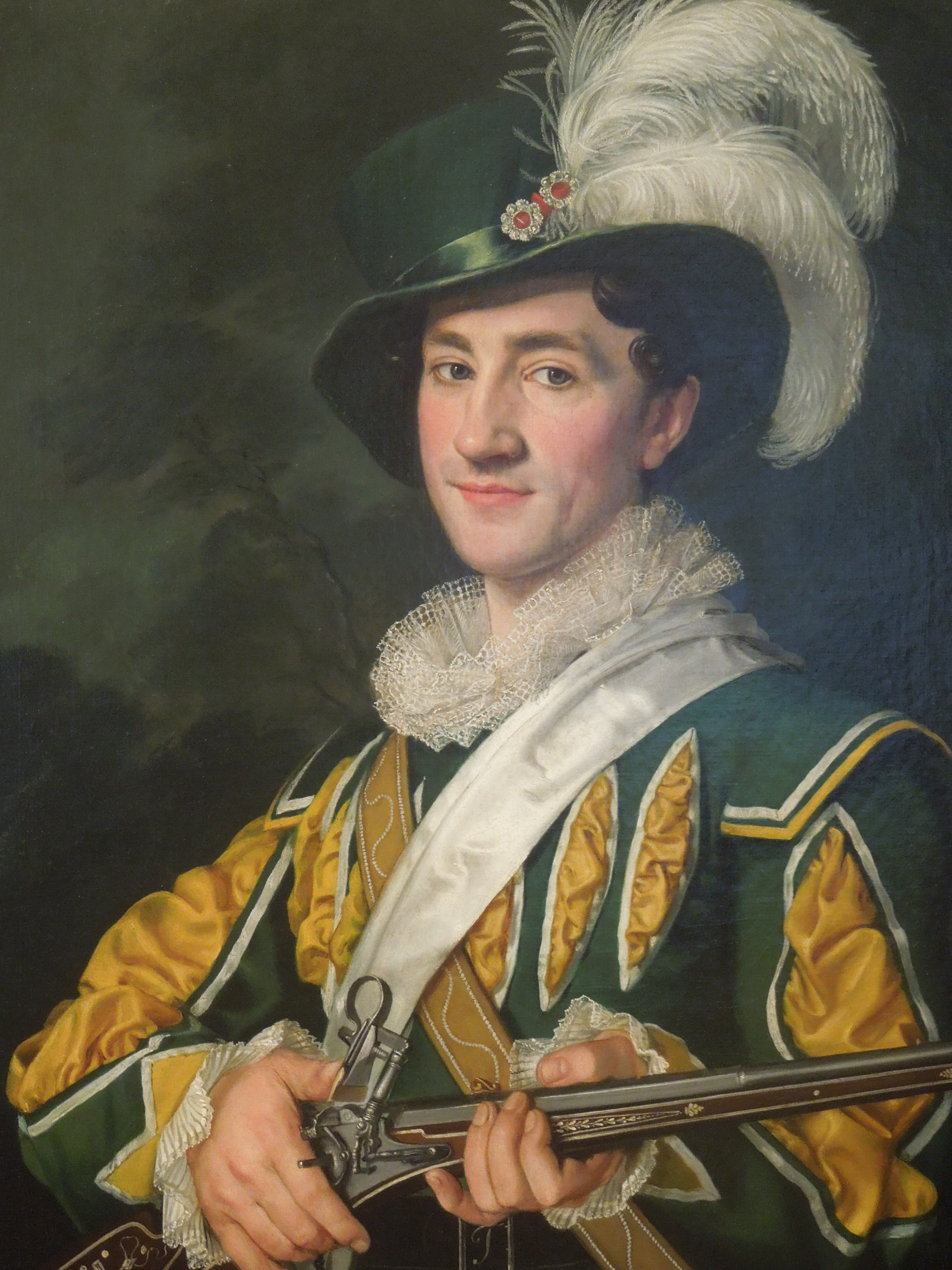
Portrét Aloise Jelena v roli Maxe z Čarostřelce (1826)
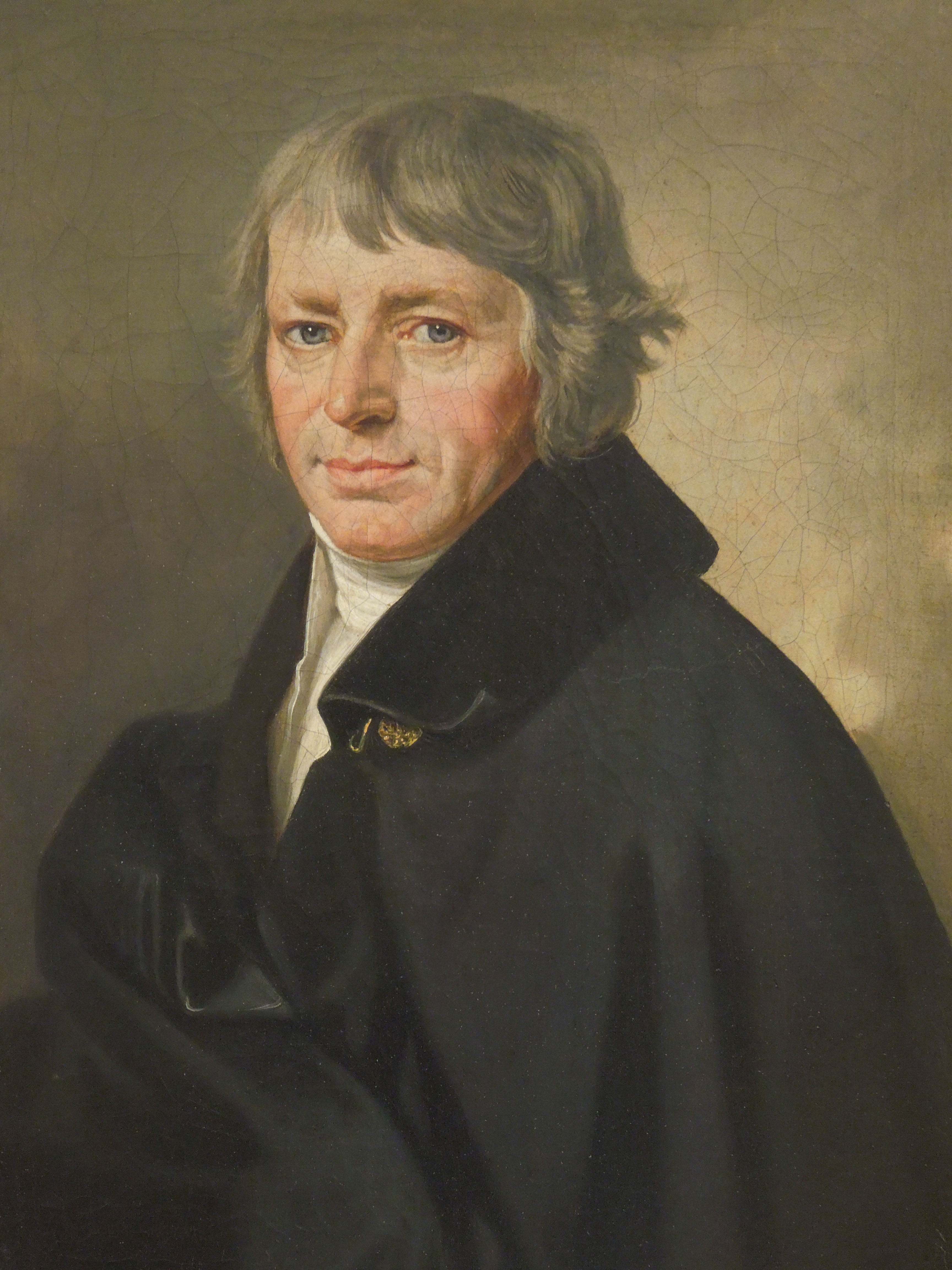
Portrét Josefa Jungmanna (1833)
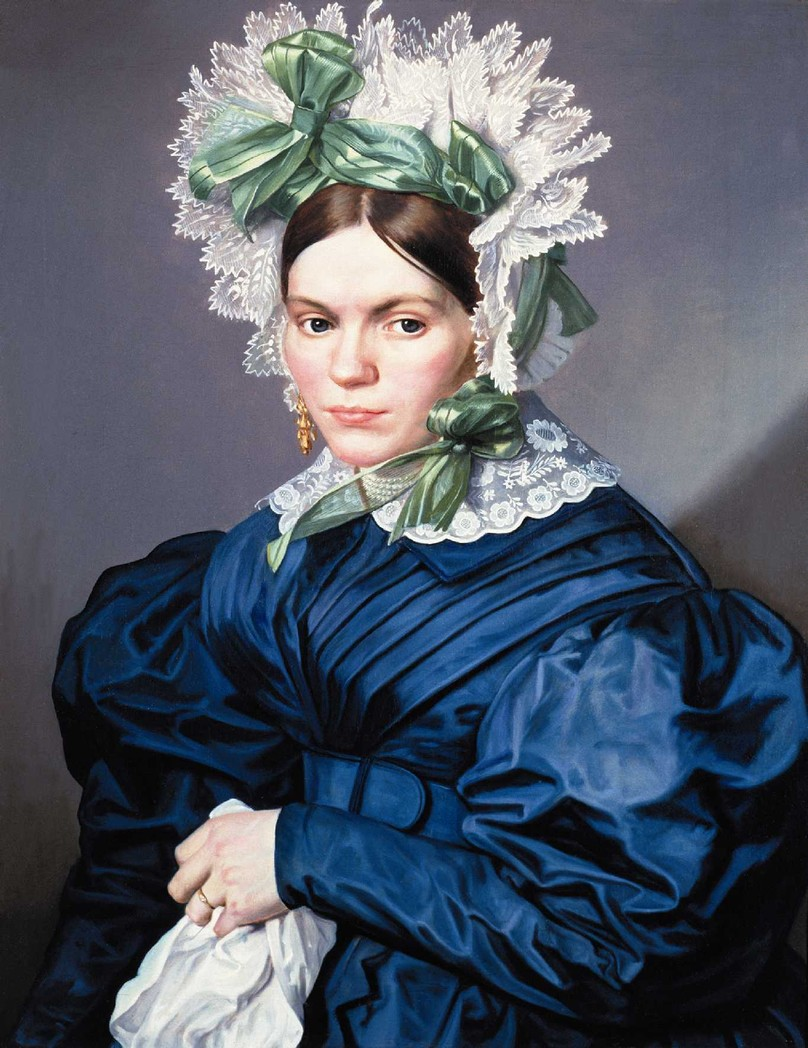
Portrét dámy z rodiny Patočků (po 1835)
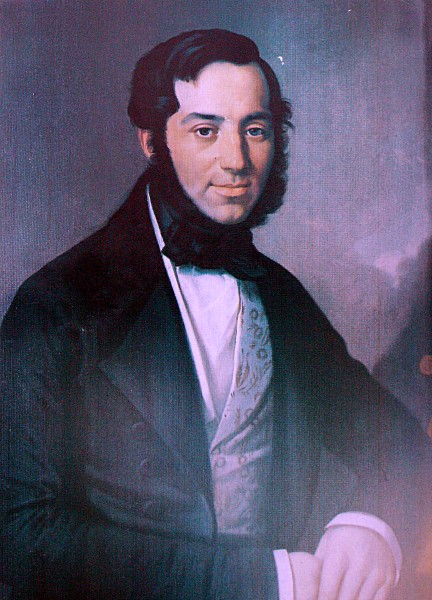
Portrét hudebního skladatele Františka Škroupa (1840)
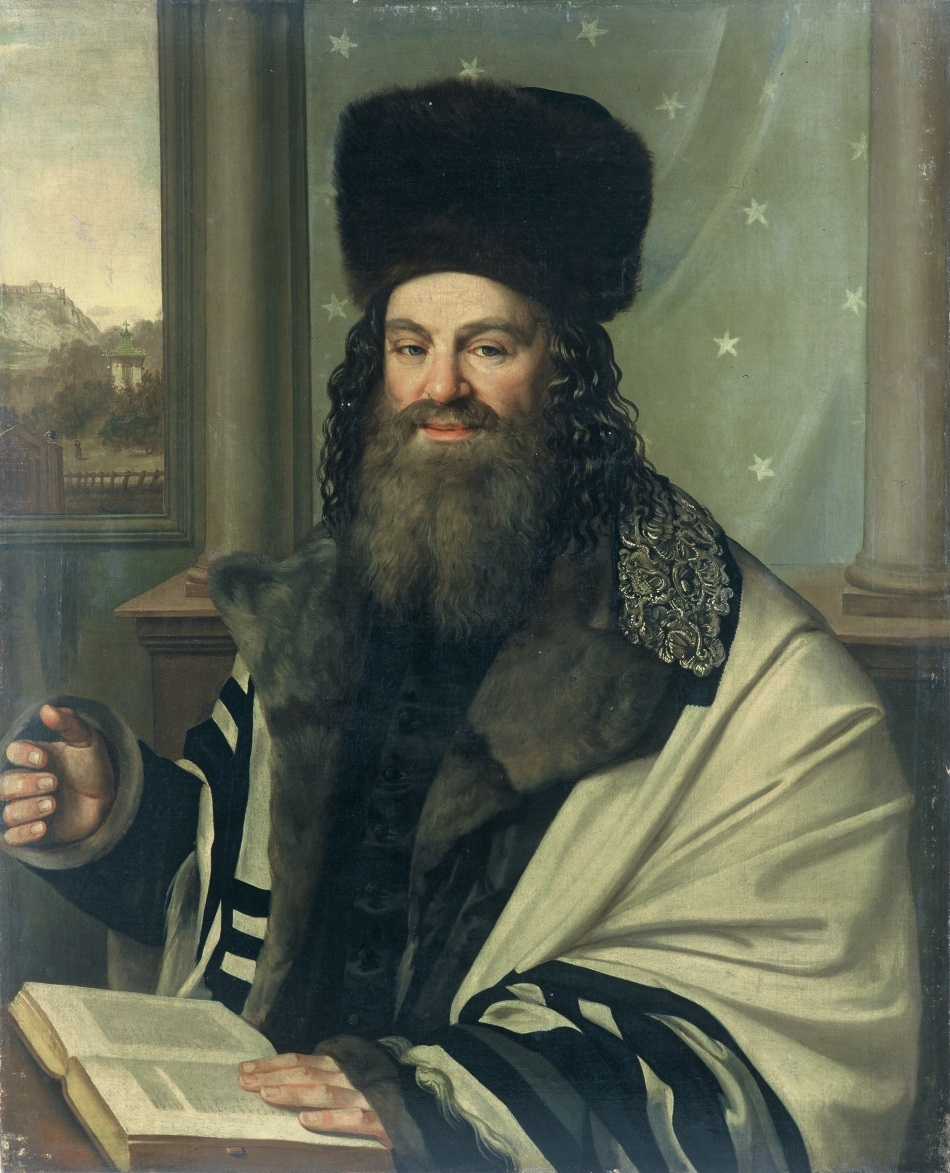
Portrét rabína Šlomo Jehudy Rappaporta (1840)